# Бадамшинський сільський округ
Бадамши́нський сільський округ (каз. Бадамша ауылдық округі, рос. Бадамшинский сельский округ) — адміністративна одиниця у складі Каргалинського району Актюбінської області Казахстану. Адміністративний центр та єдиний населений пункт — село Бадамша.
Населення — 5868 осіб (2021; 5359 у 2009, 5412 у 1999, 7754 у 1989).
Станом на 1989 рік існувала Батамшинська селищна рада (смт Батамшинський). 2000 року Батамшинська селищна адміністрація перетворена в Бадамшинський сільський округ.

## Склад
До складу округу входять такі населені пункти:
| Населений пункт             | Колишні назви | Населення, осіб (1989) | Населення, осіб (1999) | Населення, осіб (2009) | Населення, осіб (2021) |
| --------------------------- | ------------- | ---------------------- | ---------------------- | ---------------------- | ---------------------- |
| Бадамша, село               | Батамшинський | 7754                   | 5412                   | 5359                   | 5824                   |
| Кемпірсай, станційне селище | -             | -                      | -                      | -                      | 44                     |